# Hentchak
Hentchak (arménien : Հնչակ, littéralement « Cloche ») est un périodique arménien, organe du parti social-démocrate Hentchak, fondé en 1887 à Genève. Publié en Europe jusqu'en 1915 puis aux États-Unis à partir de 1935, il disparaît en 1938.

## Historique

### Débuts et apogée (1887-1896)
On doit la naissance du journal Hentchak à des dissensions entre des étudiants révolutionnaires arméniens et l'activiste Meguerditch Portoukalian, l'un des fondateurs du parti Arménagan et rédacteur-en-chef du journal Armenia. Parmi ces étudiants, on trouve Avédis Nazarbékian, qui écrit des articles dans Armenia dans les années 1880. À l'été 1886, lui et sa femme Mariam Vardanian se rendent à Genève depuis Paris. Là, ils fréquentent d'autres étudiants arméniens qu'ils font adhérer à leurs idéaux révolutionnaires. Convaincu de la nécessité d'agir en faveur des Arméniens ottomans, Avédis Nazarbékian propose à Meguerditch Portoukalian de fonder une organisation révolutionnaire ; ce dernier refuse. Avec cinq autres étudiants dont sa femme, ils fondent ensemble un groupe politique basé à Genève. Là, ils rédigent et publient le pamphlet Hayaguer caméléon (Հայակեր քամելեոն, « Le caméléon mangeur d'Arméniens »), dans lequel ils annoncent couper les ponts avec Meguerditch Portoukalian. Par opposition au journal Armenia, ils envisagent de fonder leur propre journal et s'attellent à lever des fonds pour ce projet ainsi qu'à rassembler autour d'eux d'autres personnes partageant leurs idées. Ils commandent alors au monastère mékhitariste de Vienne une police de caractères arménienne, qu'ils finissent par recevoir en 1887.
À la fin de l'année 1886, Avédis Nazarbékian, Mariam Vardanian et Gevorg Kharadjian mettent au point un programme pour leur future organisation, avec notamment pour objectifs l'indépendance de l'Arménie et l'avènement du socialisme. Leur parti politique est fondé en août 1887. Trois mois plus tard, en novembre, son organe officiel, le journal Hentchak, est fondé (peut-être en référence au journal Kolokol publié par Alexandre Herzen), et c'est tout naturellement que le parti prend le nom de ce périodique pour se faire appeler Hentchak. Il n'adopte son nom officiel de « Parti révolutionnaire Hentchakian » qu'en 1890. Avédis Nazarbékian est l'un des rédacteurs principaux du journal. Après avoir reçu les caractères d'imprimerie commandés aux moines mekhitaristes, les étudiants apprennent rapidement à s'en servir.
Avédis Nazarbékian et Gevorg Kharadjian s'occupent de la rédaction du premier numéro, mais l'article de ce dernier est refusé par les autres, provoquant son départ. Le numéro, élaboré dans le plus grand secret, paraît en novembre 1887 et appelle ses lecteurs à joindre le parti et à s'engager dans des activités révolutionnaires. Dans son éditorial, on peut lire :

« L'indépendance de l'Arménie turque ne peut pas s'obtenir seulement par l'extérieur, mais cela est possible de l'intérieur. Si nous croisons les bras en attendant l'intervention des puissances européennes, le peuple arménien sombrera dans un malheur insupportable. Il est vrai qu'un soulèvement pourrait attirer l'attention d'un gouvernement européen qui pourrait s'en saisir pour réactiver la question arménienne et demander, directement ou indirectement, son règlement. Comme par le passé, nous devons nous préparer pour tirer les bénéfices d'une telle situation. Cependant, nous devons garder à l'esprit que la diplomatie des puissances européennes agit telle une girouette, tournant au gré du vent, d'un côté puis de l'autre. »

La publication de Hentchak est une entreprise clandestine : les Hentchakian donnent des fausses adresses pour cacher le lieu réel de publication de leur journal, et redirigent le courrier adressé à la rédaction à des adresses situées à Paris, Montpellier et Genève. De nombreux exemplaires du journal sont envoyés clandestinement dans les empires ottoman et russe, où il est interdit, en étant imprimés sur du papier fin et envoyés depuis Paris, Genève et Leipzig.
Le programme du parti paraît pour la première fois dans les colonnes du journal dans le numéro 11-12 d'octobre-novembre 1888,. Les rédacteurs de Hentchak publient dans des numéros ultérieurs du journal des traductions en arménien d'écrits marxistes.
En 1890, les Hentchakian s'unissent au Parti Tachnag. Dans ce cadre, les deux organes, Hentchak et Trochag, sont maintenus comme organes de la nouvelle fédération. Le journal Hentchak est alors dirigé par Avédis Nazarbékian et par le Tachnag Christapor Mikaelian, et a pour vocation d'être la revue culturelle de la nouvelle union, tandis que Trochag est chargé de coordonner les actions révolutionnaires. Mais l'union est de courte durée et les Hentchakian reprennent leur indépendance en 1891. Avédis Nazarbékian accuse notamment les Tachnag de mettre trop de temps à publier Trochag, qui n'est toujours pas paru après six mois d'attente, alors qu'on lui a demandé d'arrêter la publication de Hentchak pour faire place au nouveau périodique.
Entre 1892 et 1894, le journal s'installe à Athènes. En 1894-1904, Hentchak est publié à Londres.
Fin 1895, le journal se félicite du projet de réformes en Arménie ottomane signé par le sultan Abdülhamid II. Après la scission du parti en 1896, le journal Hentchak continue de refléter le point de vue marxiste de son rédacteur principal, Avédis Nazarbékian.

### Entre 1896 et 1938
Entre septembre 1904 et 1915, Hentchak est publié à Paris.
Après une longue période d'interruption, Hentchak, renommé Huntchag, est de nouveau publié à Providence, aux États-Unis, entre 1935 et 1938.